# Institut de physique et de technologie de Moscou
Institut de physique et de technique de Moscou (université d'État) (en russe : Московский физико-технический институт (ГУ)), ou MFTI, est une université russe située à Dolgoproudny et Moscou. En 1967, l'établissement reçoit l'ordre du Drapeau rouge du Travail.

## Histoire
L'Institut de physique et de technologie de Moscou a été fondé en février 1946 par l'Académie des sciences de Russie à la demande pressante du physicien Piotr Kapitsa : l'objectif était de créer une université scientifique d'élite. C'est là que fut institué la pédagogie du Phystech, consistant à permettre à des étudiants triés sur le volet de composer leur propre programme d'études et de recherche sous la direction d'un tuteur. Le différend opposant les pères de cet établissement aux autorités soviétiques sur le développement de la bombe atomique provoqua l'annexion, le 25 novembre 1946, de l'Institut à l'université d'État de Moscou ; mais dès le 17 septembre 1951, l'établissement retrouvait son autonomie.